# چشم خروس

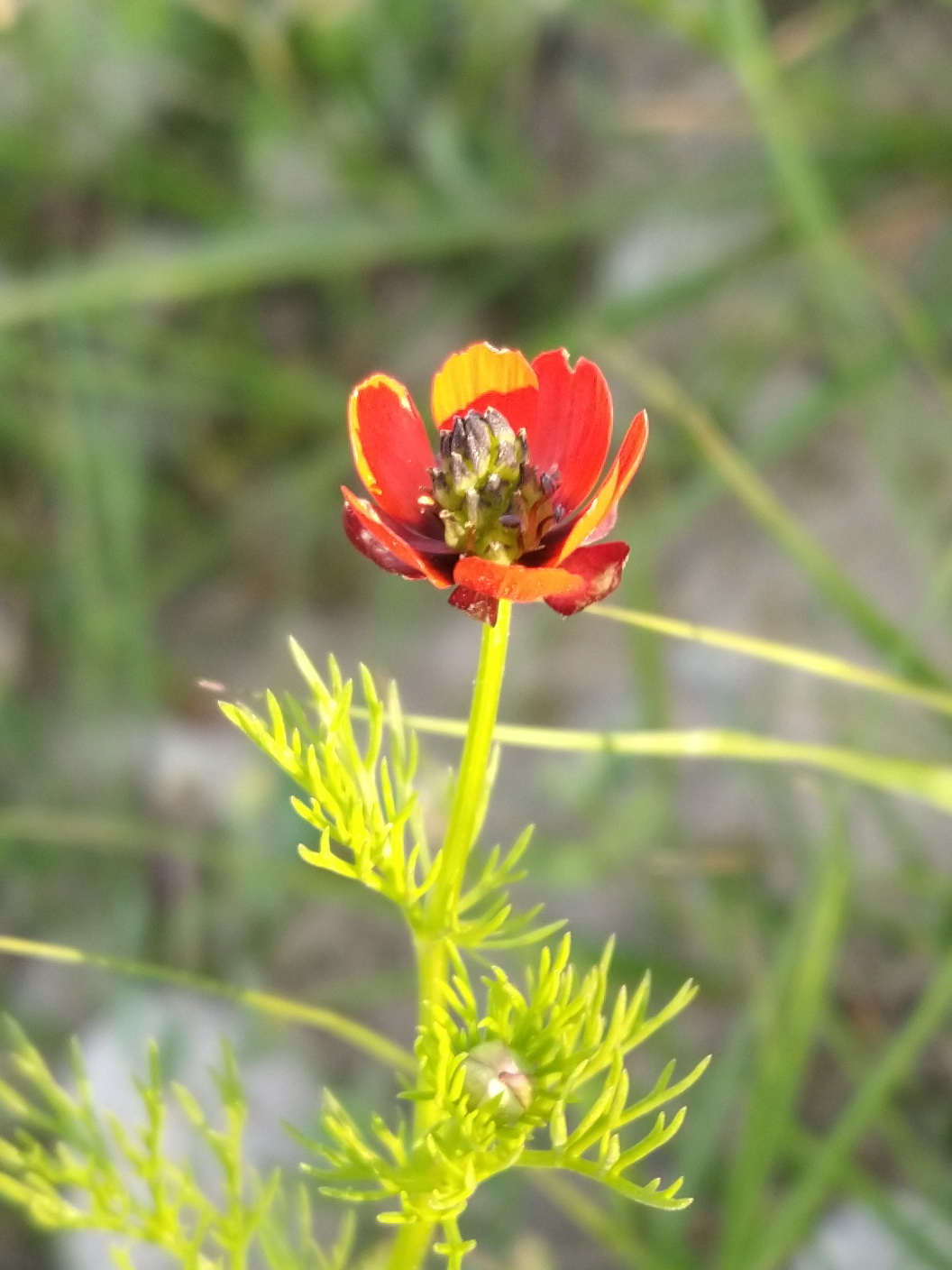
چشم‌خروس با گلبرگ‌های دورنگ، بهبهان

چشم خروس یا آدونیس (نام علمی: adonis) نام یک سرده از تیرهٔ آلالگان است. برگ‌های آدونیس بریده و از برگ‌های آلاله پهن‌تر است. آدونیس گل‌های زرد و قرمز دارد و در مزارع گندم پراکنده است.

## انواع آدونیس
آدونیس آتشی؛ آدونیس بهاره؛ آدونیس تابستانی

## نگارخانه

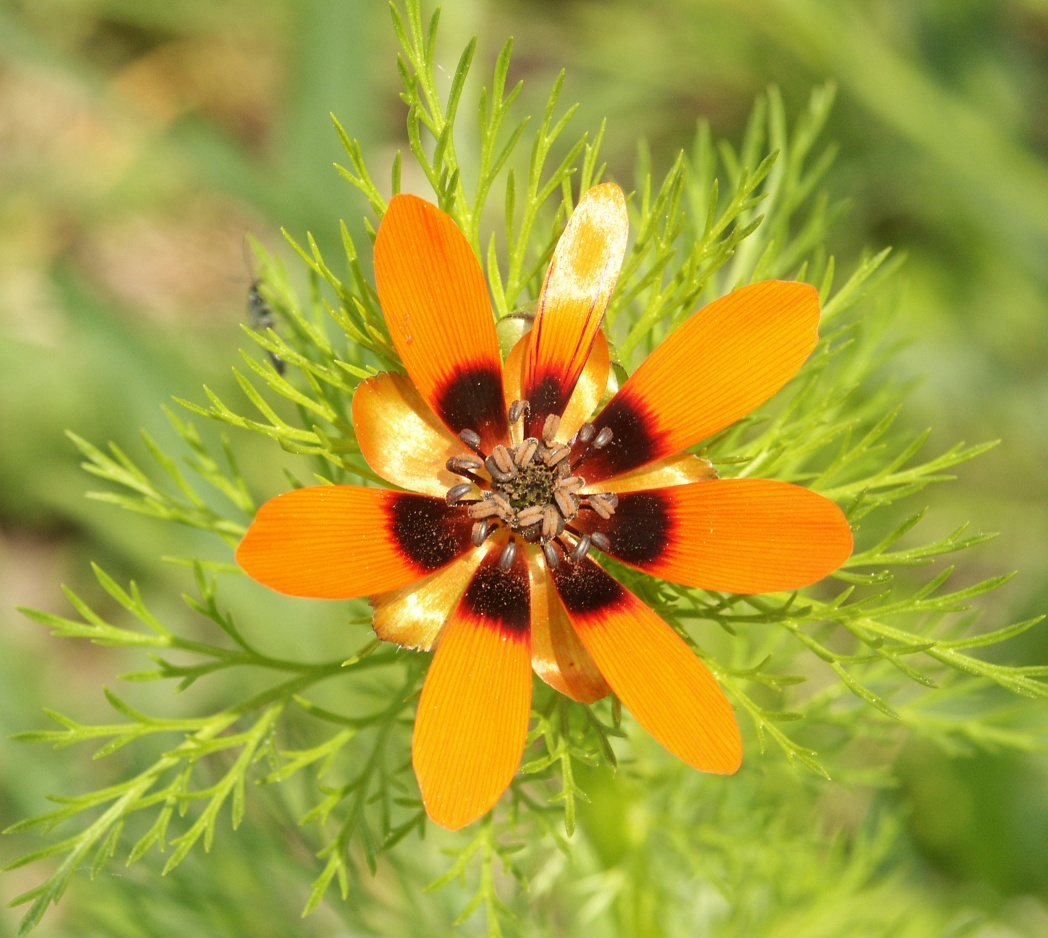
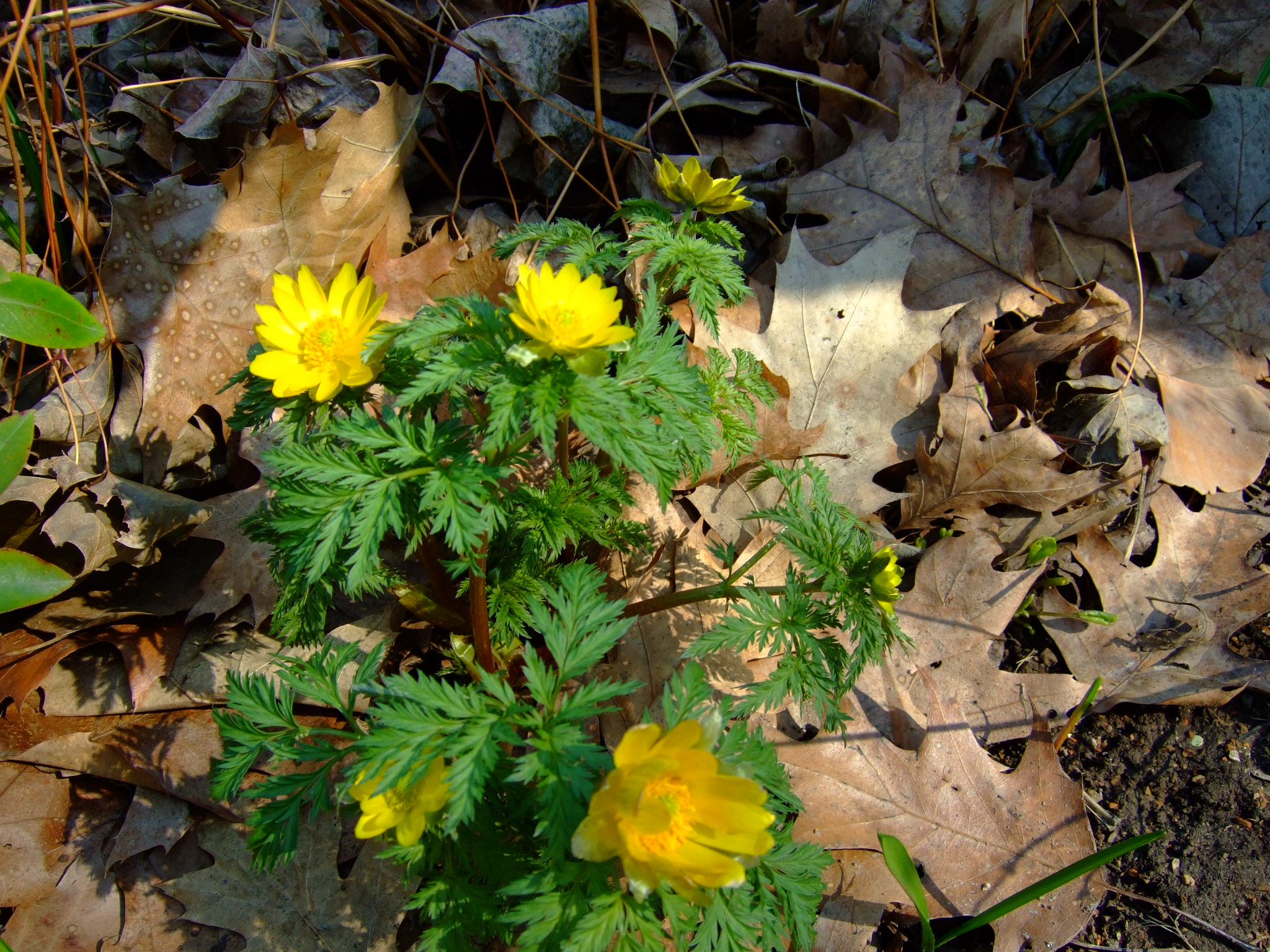
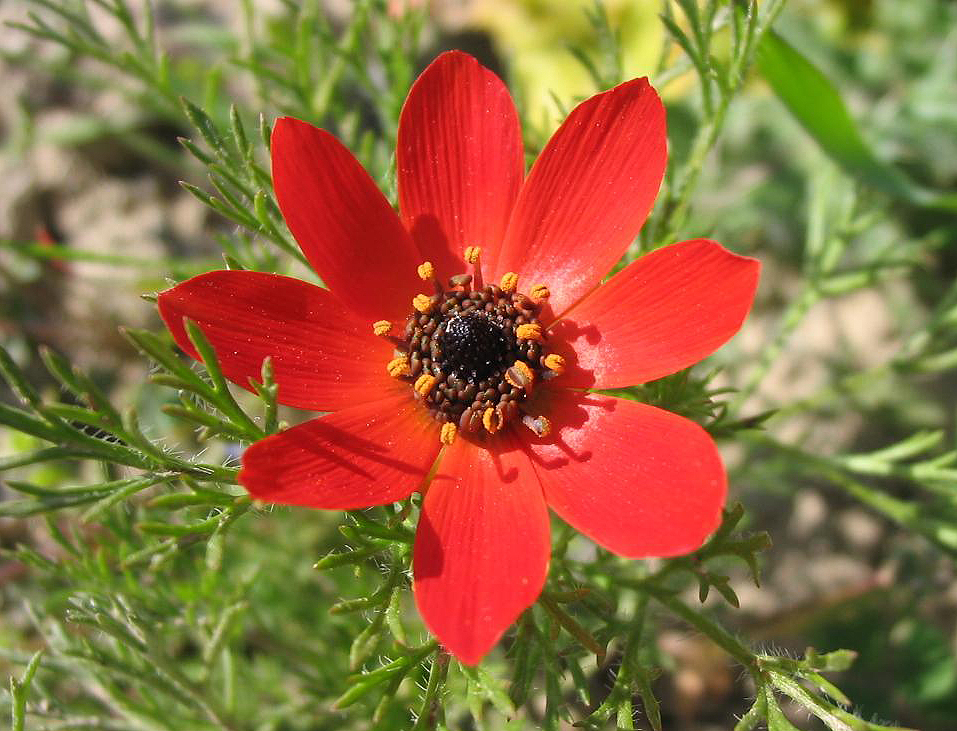
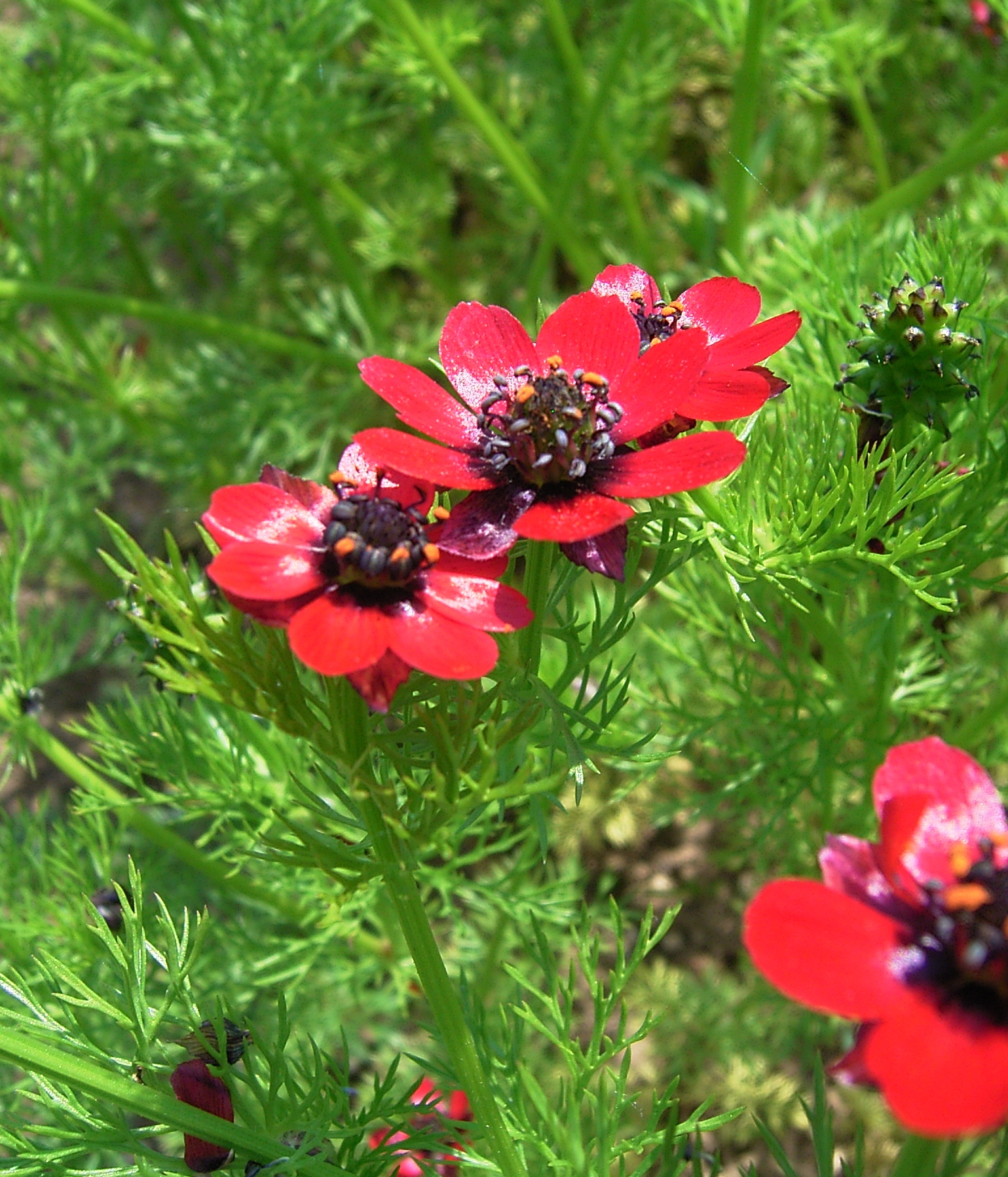
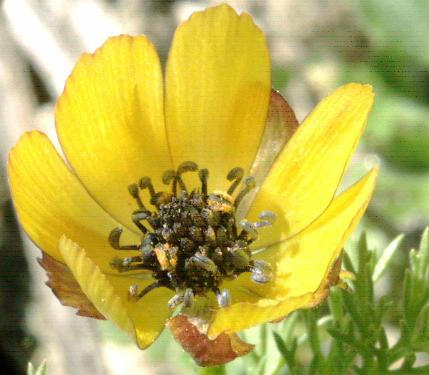
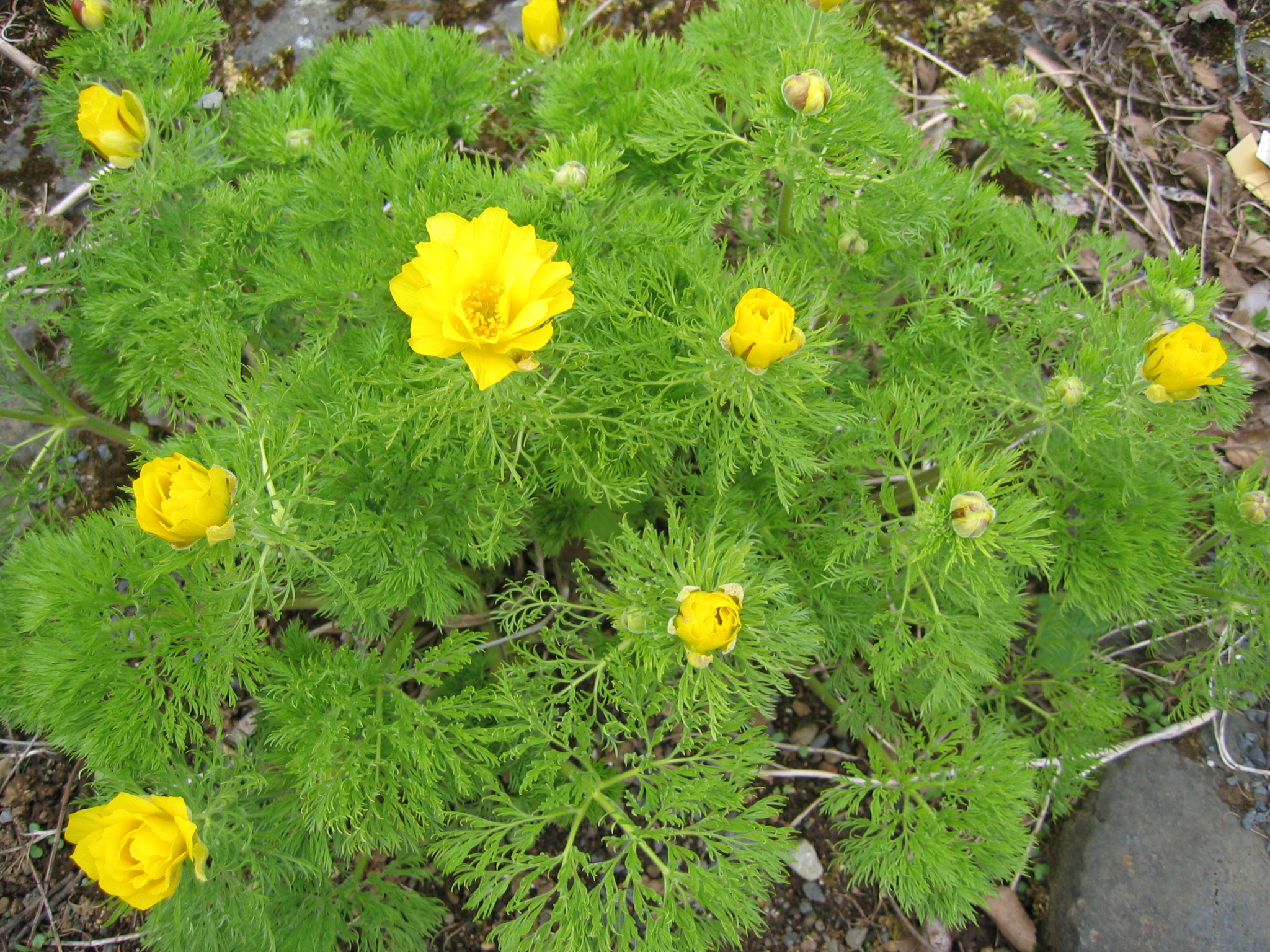
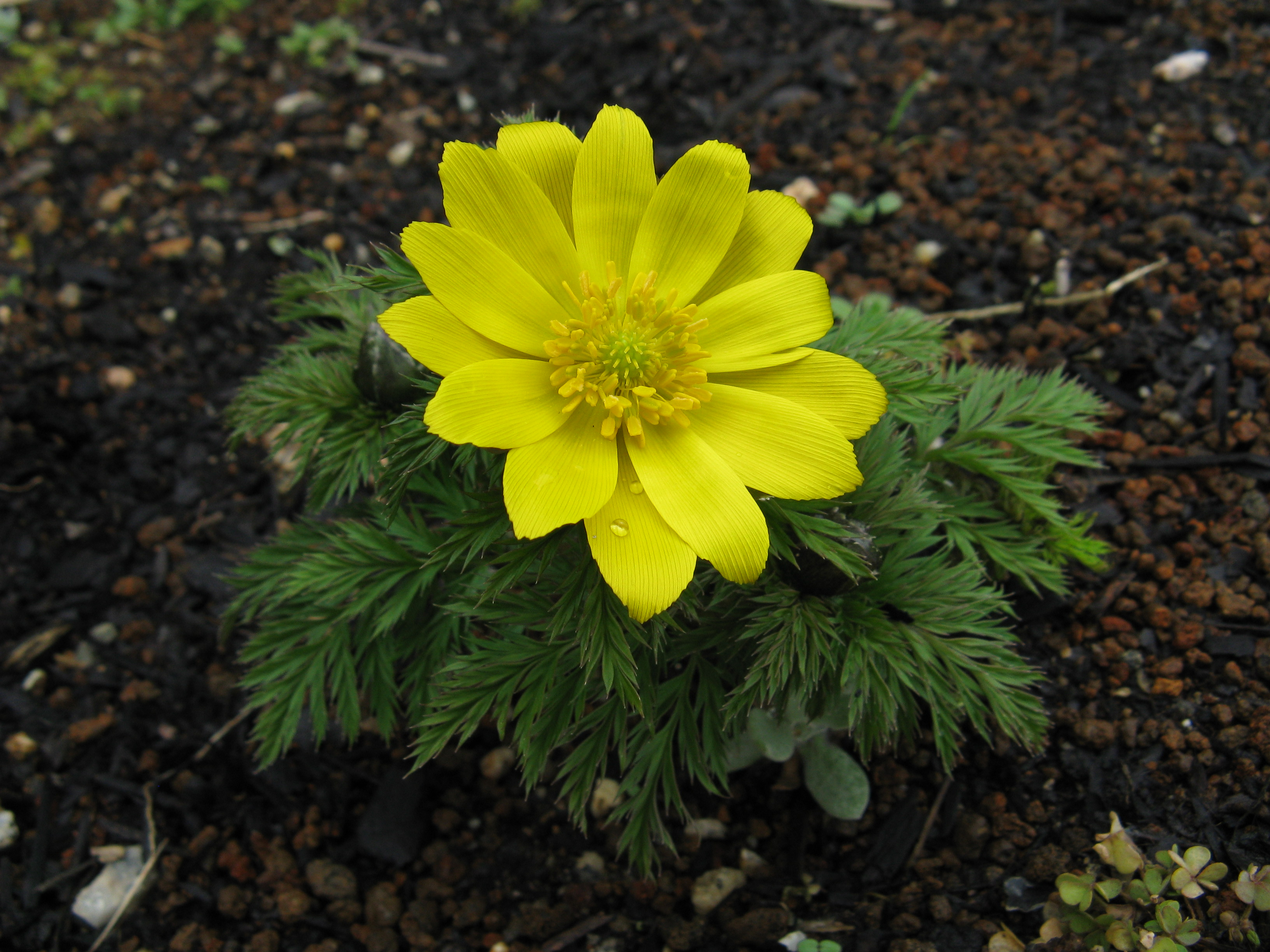
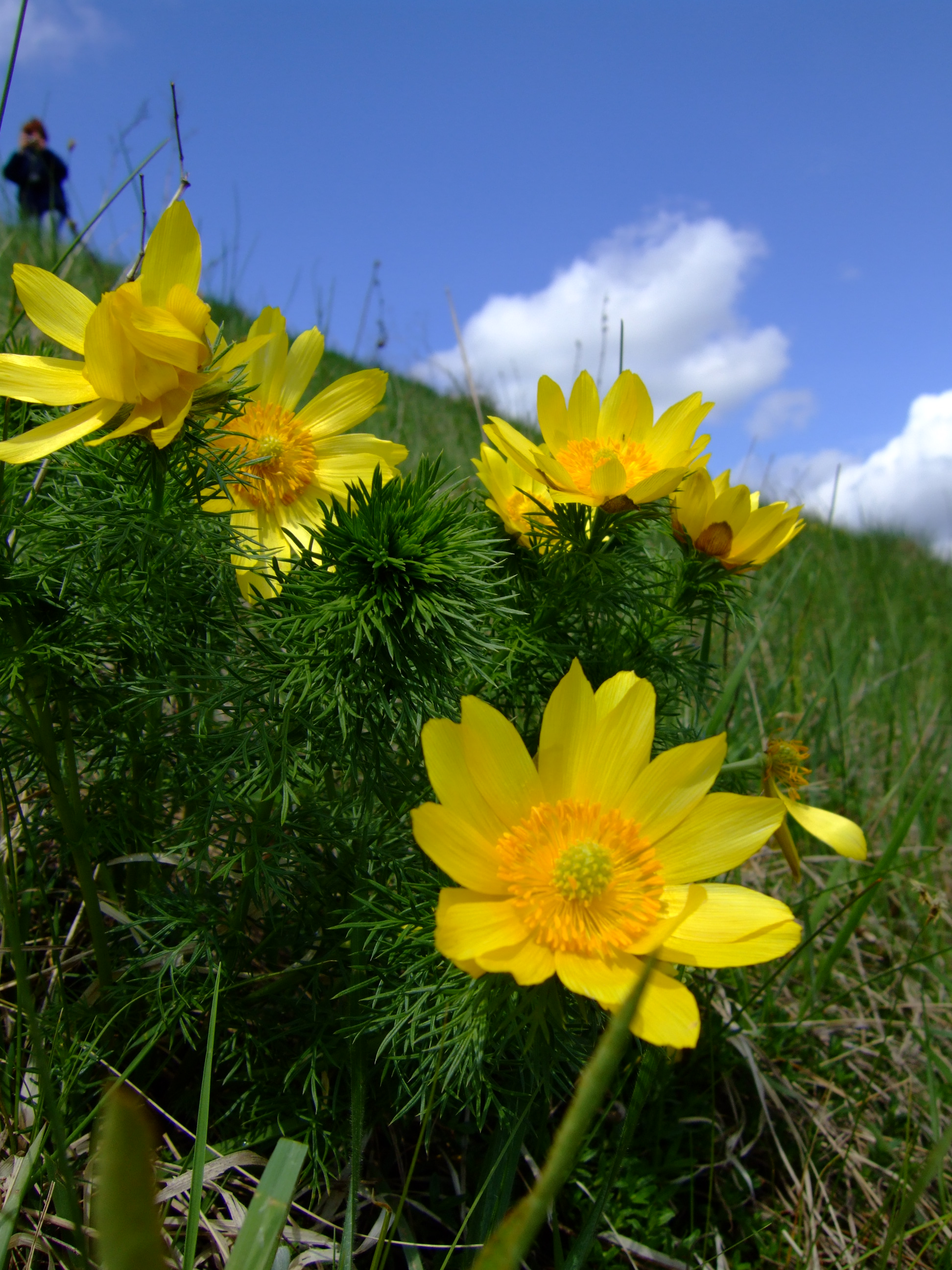
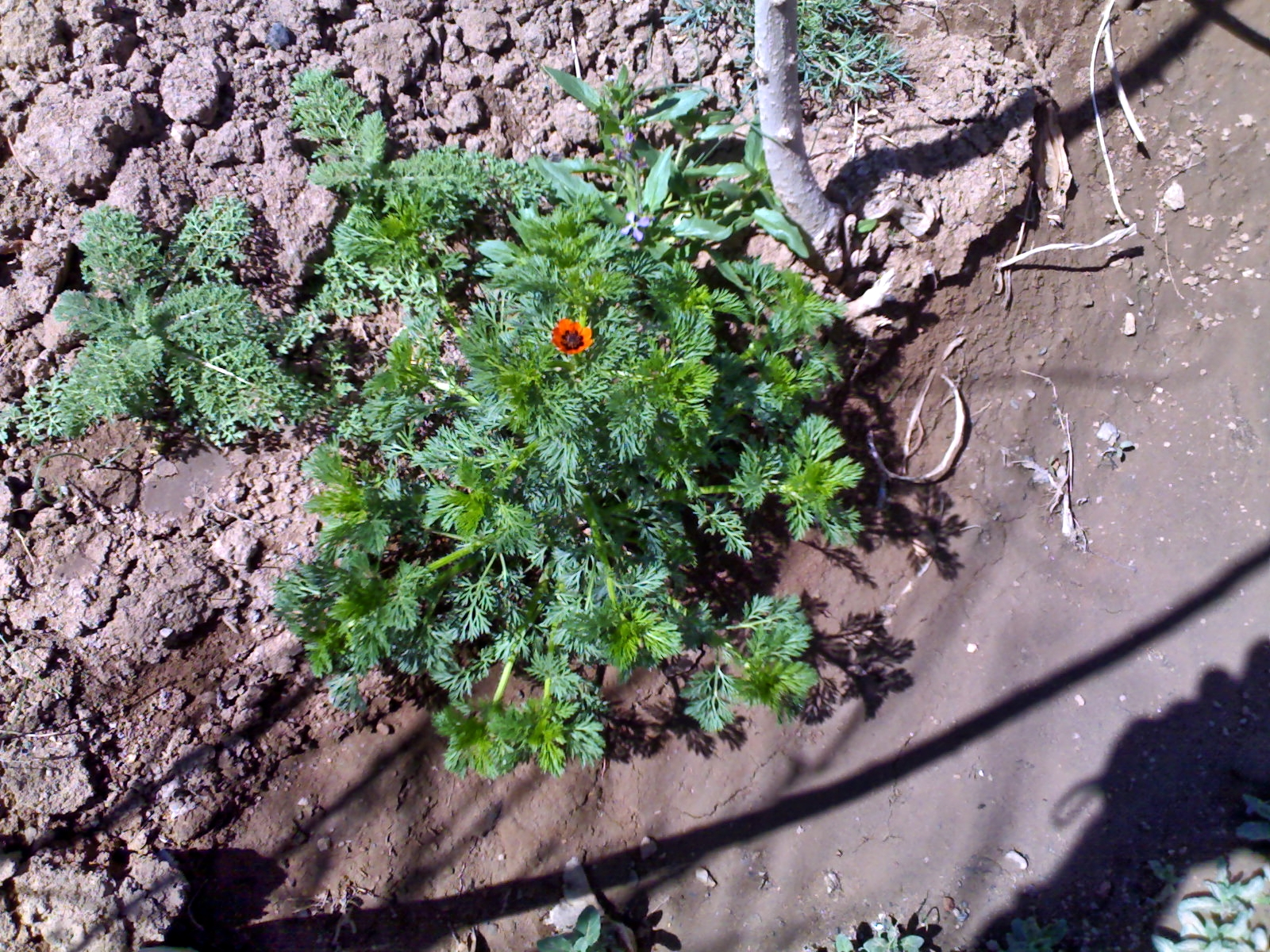
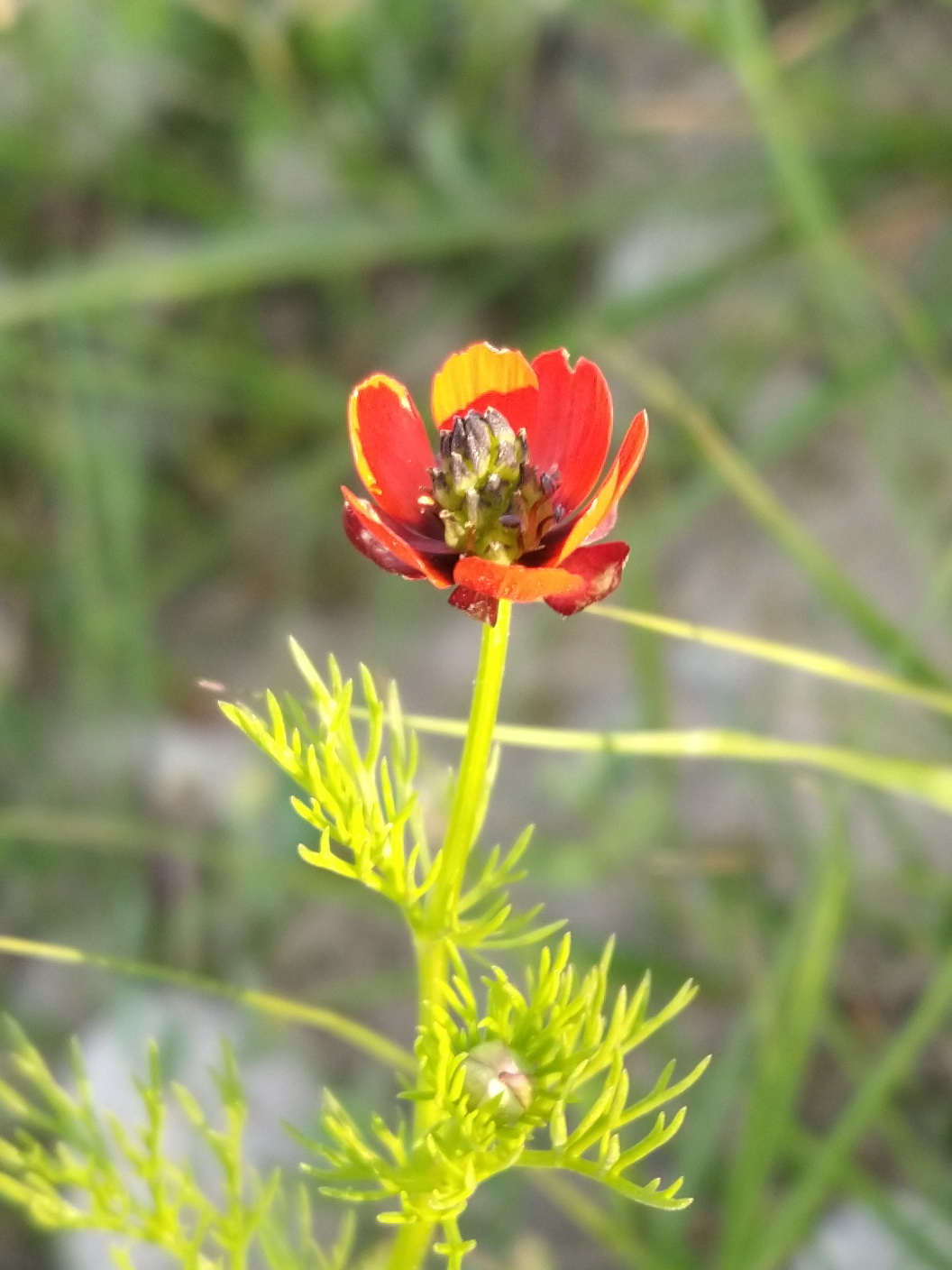
چشم‌خروس خودرو با گلبرگ‌های دورنگ، بهبهان